# 约尔格·海德尔

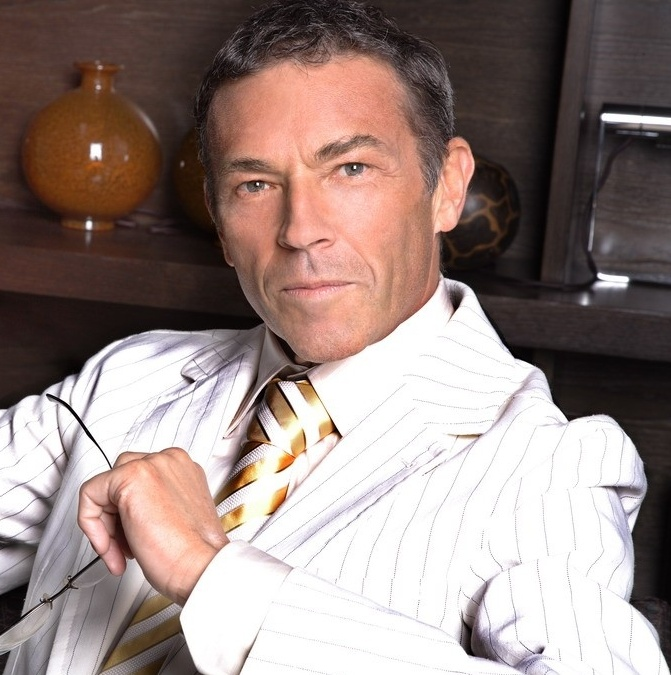
约尔格·海德尔

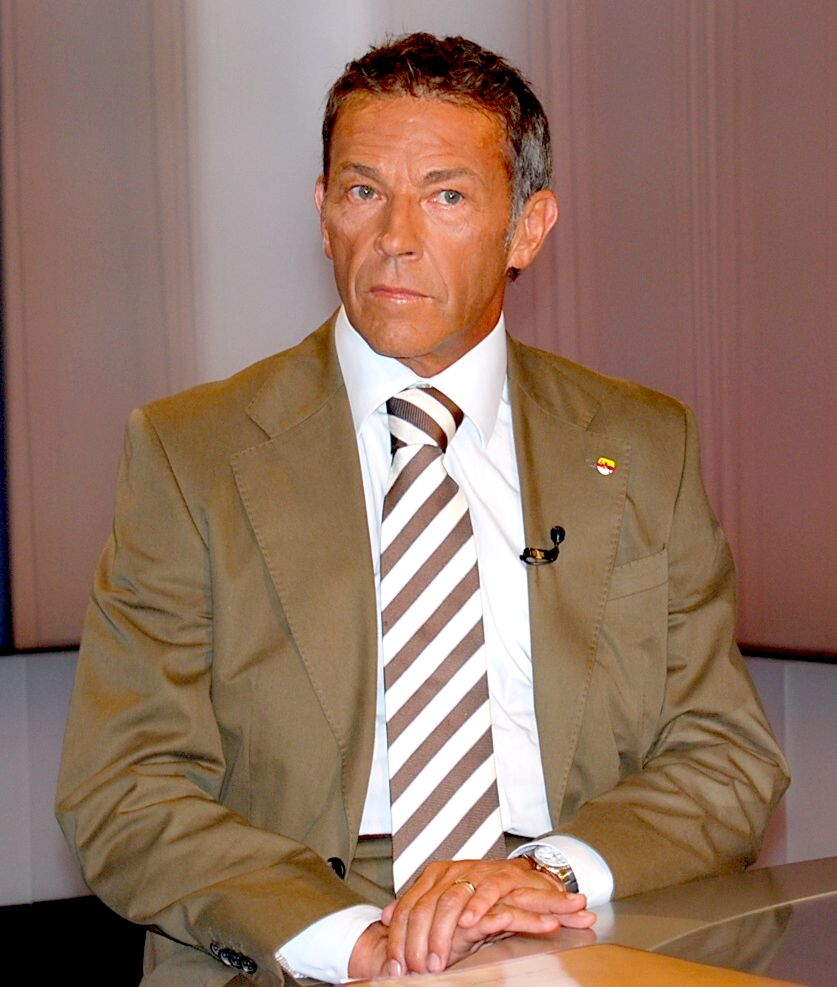
约尔格·海德尔

約爾格·海德爾（德語：Jörg Haider，德語：[ˈjœʁk ˈhaɪdɐ] ⓘ，1950年1月26日—2008年10月11日）奧地利極右派政治人物，並為著名當代德國納粹支持者。
1986年起領導極右翼政黨奧地利自由黨，曾於1999年經選舉進入奧地利執政人民黨聯合政府，因此引發歐盟國家對奧地利的緊張情勢。之後不久，他退出自由黨及聯合政府，領導「未來聯盟」再度成為在野黨。
2008年10月11日，約爾格因車禍身亡。死後其繼任人被揭發與其為同性戀人而被迫辭職。